# Eva's Paley

Eva's Paley är ett kafé som ligger på Avenyn i Göteborg. Det ägs av Eva Olsson som även kontrollerar Fröken Olssons Kafé och Condeco. Mycket av utbudet kommer från ett gemensamt bageri.
Föregångaren Café Paley, som öppnade i september 1945, övertogs av Evas Paley på 1980-talet. Café Paley var ett klassiskt finkonditori medan Eva's Paley blev en enklare typ av kafé.
Eva's Paley är en av föregångarna bland Göteborgs kaféer från 1980-talet, baserat på framgångarna med kaféer i ny modern stil. Med Eva's Paley provades konceptet i en större skala på Avenyn, och framgången visade att det fanns en marknad för kaféer och att de kunde vara ett alternativ till att starta en restaurang.
Eva's Paley var med i Göteborgsgruppen Di få under bordis (senare Black Ingvars) sång Domus–Paleys, en cover på Styles Dover–Calais.

## Ägarstruktur
Eva's Paley Aktiebolag ägs av Muffins to the people AB, med säte i Göteborg, som även äger Condeco och Fröken Olssons Kafé. Muffins to the people AB ägs i sin tur av det holländska holdingbolaget Peace Of Cake GMBH (sic). I en artikel i magasinet Filter beskrivs ägarstrukturen som ett vanligt sätt att komma undan svensk bolagsskatt.